# День відродження карачаївського народу
День відродження карача́ївського наро́ду — 3 травня, відзначається щорічно і є святковим днем у Карачаєво-Черкесії. Присвячений поверненню карачаївського народу після 14-річної депортації з Середньої Азії на батьківщину. Встановлений указом Глави Карачаєво-Черкеської Республіки в 1997 році.

## Історія виникнення
З 3 травня 1957 року почалося масове повернення карачаївців на Кавказ.
Хронологія урядових актів:
- 9 січня 1957 р. — Указ Президії Верховної Ради СРСР «Про перетворення Черкеської автономної області в Карачаєво-Черкеську автономну область»[1]
- 11 лютого 1957 р. — Закон СРСР Про затвердження указу від 9 січня 1957 року[2].
- 24 квітня 1997 р. — Указ глави Карачаєво-Черкеської Республіки від 24.04.1997 N 36 «Про День відродження карачаївського народу»[3].

## Сучасність
Традиційно День відродження карачаївського народу відзначають культурними та спортивними заходами в багатьох містах і селах Карачаєво-Черкеської Республіки. Серед яких:
- святкові концерти
- театралізовані вистави
- виставки робіт художників
- літературно-музичні вечори
- книжкові виставки
- спортивні змагання
- кінні змагання
- автопробіг